# NGC 1532
NGC 1532 je galaksija u zviježđu Eridanu.

## Vanjske poveznice
- SEDS: NGC 1532